# 伊豆諸島開発
伊豆諸島開発株式会社（いずしょとうかいはつ）は、日本の海運会社。東海汽船の関連会社で伊豆諸島、小笠原諸島で貨客船を運航している。

## 概要
1971年5月24日、伊豆諸島の航路改善を目的として、関係8町村（大島町、利島村、新島村、神津島村、三宅村、御蔵島村、八丈町、青ヶ島村）および東海汽船が折半出資により設立され、八丈島 - 青ヶ島航路、三宅島 - 御蔵島航路の運航を開始した。
父島 - 母島航路は、1975年8月に小笠原海上運輸が航路免許を受けて就航を計画していたが、経済情勢の変化などにより就航を断念したため、島民の要請を受けて伊豆諸島開発が1976年6月1日から運航を開始した。

## 航路

### 現在の航路
- 八丈島 - 青ヶ島
- 父島 - 母島

### 過去の航路
- 三宅島 - 御蔵島

## 船舶

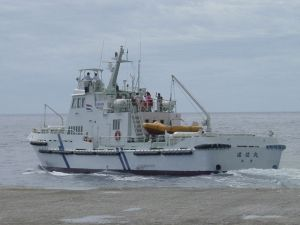
還住丸

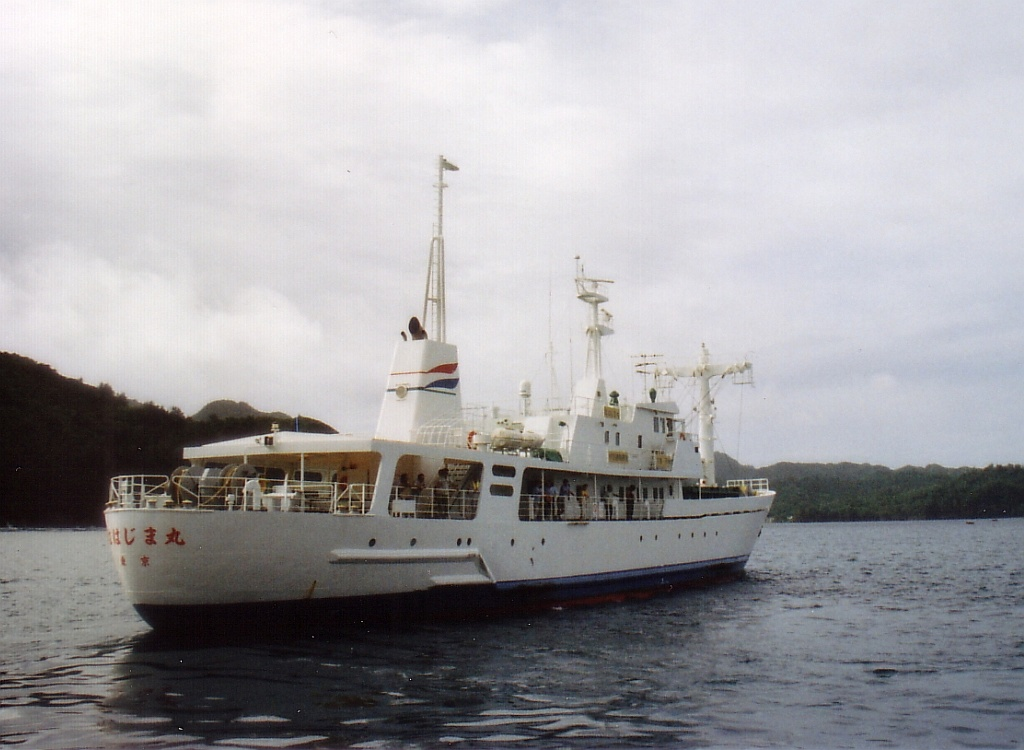
2代目ははじま丸（母島港）

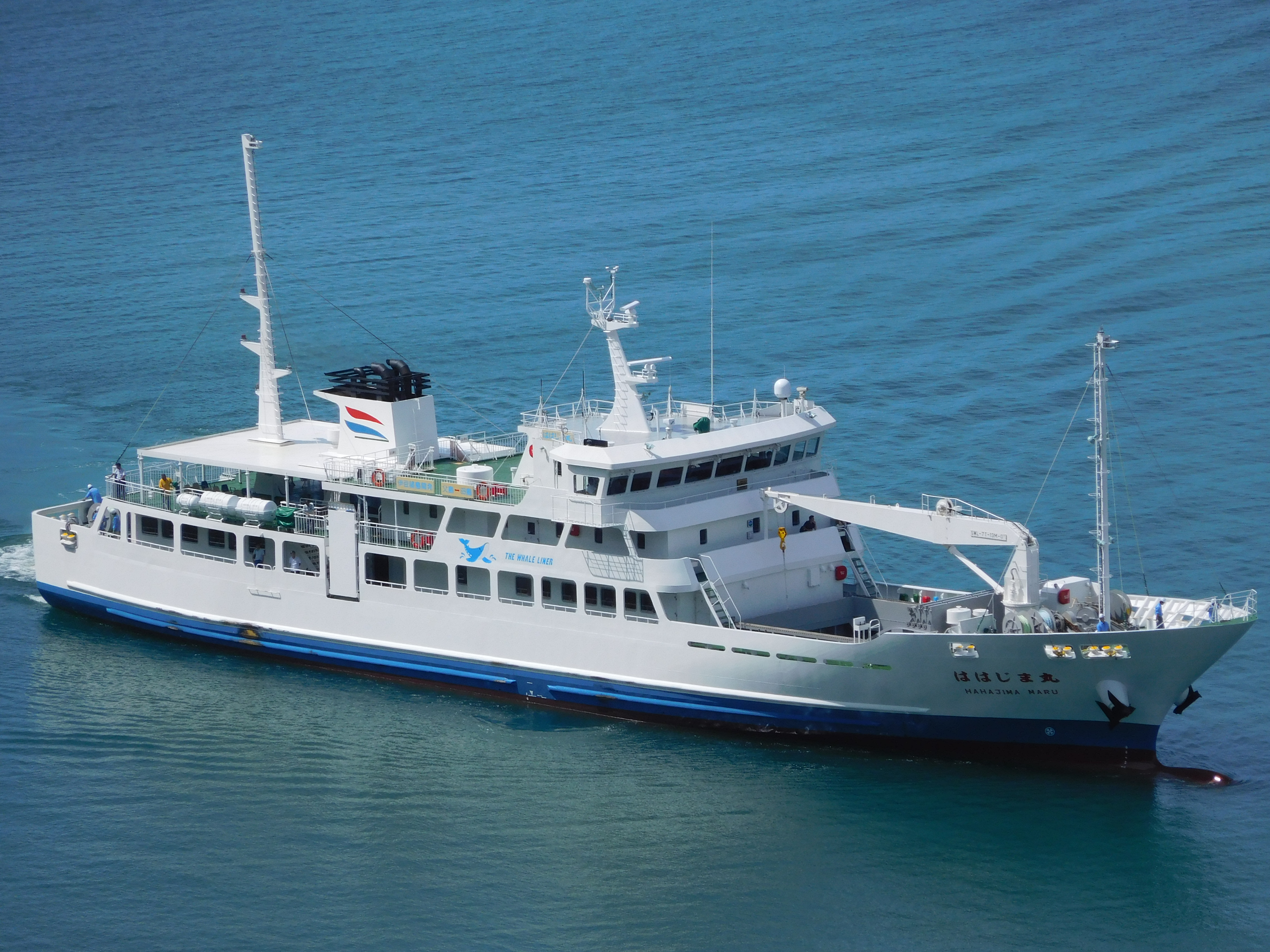
3代目ははじま丸

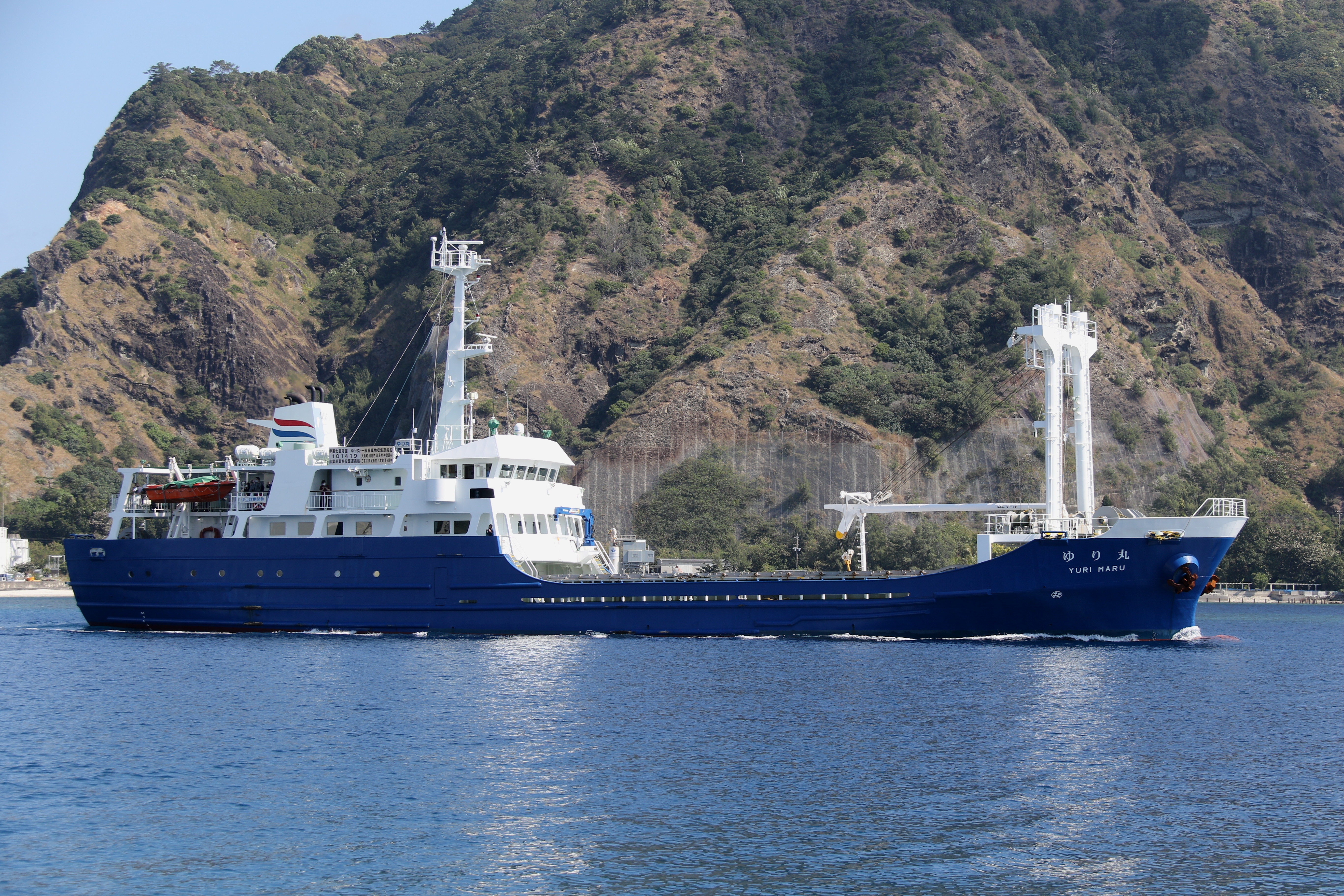
ゆり丸

### 現在運航中の船舶
- あおがしま丸

2013年12月6日竣工、三菱重工業下関造船所建造、460総トン、全長62m、2,000馬力×2基、航海速力17ノット、旅客定員50名
還住丸及び黒潮丸で担っていた役目を1隻に集約し運航コストを削減する目的で設計・建造された。
推進用機関を2基搭載しているが、後に建造されたははじま丸(3代目)やくろしお丸と異なり推進軸は1本であり、2基1軸推進を採用している。
くろしお丸の青ヶ島航路への就航後は、ゆり丸の後継として予備船になり、東京・辰巳や伊東港から伊豆諸島への貨物輸送や伊豆諸島開発や神新汽船の定期船ドック修繕の際に青ヶ島航路に代船として運航されている。
- ははじま丸 (3代)

おがさわら丸 (3代)の就航に合わせて2代目の代船として就航。
2016年6月竣工、2016年7月就航、渡辺造船所建造、499総トン、全長65.2m、型幅12.0m、満載喫水3.4m、2,200馬力×2基、航海速力16.5ノット、旅客定員200名
- くろしお丸

2021年3月12日起工、渡辺造船所建造、493総トン、全長66.0m、型幅12.0m、2,000馬力×2基、航海速力16.5ノット、旅客定員 近海（青ヶ島）84/沿海（母島）200名
ゆり丸の代船として建造された貨客船。当初、2021年11月下旬竣工引き渡しの予定であったが、建造造船所の見落としにより法令上必要な設備が装備されていなかった事が判明し、工期が延長され2022年1月5日に竣工引き渡しされた。主に八丈島～青ヶ島航路に就航し、ははじま丸がドック入りの際は、父島～母島の代船としても運航される。2022年1月30日に、ははじま丸ドック入りの代船として父島～母島航路の運航より営業航海を開始した。

### 過去に運航していた船舶
- 弥栄丸[3]

1968年10月竣工、徳島造船産業建造
332.37総トン、全長45.52m、型幅8.00m、型深さ3.85m、ディーゼル1基、機関出力930ps、航海速力11.0ノット、旅客定員31名
貨物船改造の貨客船、父島 - 母島航路開設にあたり就航。
- 第二弥栄丸[3]

1970年3月竣工、徳島造船産業建造
226.92総トン、全長39.64m、型幅7.00m、型深さ3.15m、ディーゼル1基、機関出力500ps、航海速力9.5ノット、旅客定員41名
貨物船改造の貨客船、父島 - 母島航路開設にあたり就航。開設時は週3往復（年間144往復）
「ははじま丸 (初代)」就航後、貨物船に復旧し、伊豆七島海運で使用された。
- ははじま丸 (初代)

2代目就航後は、第二ははじま丸となり、予備船として運用。
1979年2月竣工、下田船渠建造、302総トン、全長44.5m、型幅7.8m、型深3.5m、1,800馬力×1基1軸、航海速力14.6ノット、旅客定員92名
- 黒潮丸[4]

1988年10月竣工、日立造船向島マリン建造、船舶整備公団共有
440総トン、全長54.20m、型幅9.50m、型深さ4.20m、満載喫水3.61m、ディーゼル1基、機関出力1,800ps、航海速力12.9ノット、旅客定員85名
八丈島底土港と青ヶ島三宝港の間を毎週土曜日に1往復していた。　
晩年は、旅客の乗船を中止し貨物のみを搭載して運航していた。
2014年　あおがしま丸の就航に伴い、還住丸と共に運航を終了し海外に売却された。
- 還住丸[4]

1991年12月竣工、横浜ヨット建造、船舶整備公団共有
119総トン、全長34.20m、型幅6.80m、型深さ3.20m、ディーゼル1基、機関出力1,940ps、航海速力16.80ノット、旅客定員45名
- ははじま丸 (2代)

1991年5月31日竣工、三菱重工業下関造船所建造、490総トン、全長56.65m、型幅9.0m、満載喫水3.4m、3,000馬力×1基1軸、航海速力16ノット、旅客定員168名
2016年6月に3代目ははじま丸の就航に伴い運航を終了。その後、海外に売船されソロモン諸島にて「FAIR LADY」に船名を変えて運航されている。
- ゆり丸

第二ははじま丸の代船として建造、当初から伊豆諸島航路共通予備船として建造された。
1998年2月25日竣工、469総トン、全長62m、2,000馬力、航海速力13.5ノット、旅客定員（沿海）115名（近海）40名
2021年10月、神新汽船「フェリーあぜりあ」の代船運航を終了し引退。
静岡県内のドックで整備を受けた後、2022年(令和4年)5月頃にトンガの船会社に売却された。